# Ачикуль (озеро)
Ачику́ль или Ащи-куль (узб. Achchiqko‘l/Аччиқкўл, также Ходжи-куль, Джам-куль, Джан-куль) — солёное горное озеро (система из двух озёр) родникового питания в Паркентском районе Ташкентской области. Даёт начало небольшому водотоку (саю) Ачисай.
Воды озера содержат оксид серы(VI) и другие химические вещества. Добываемая в озере серосодержащая грязь обладает целебными свойствами, используется в грязелечении.

## Расположение и гидрология

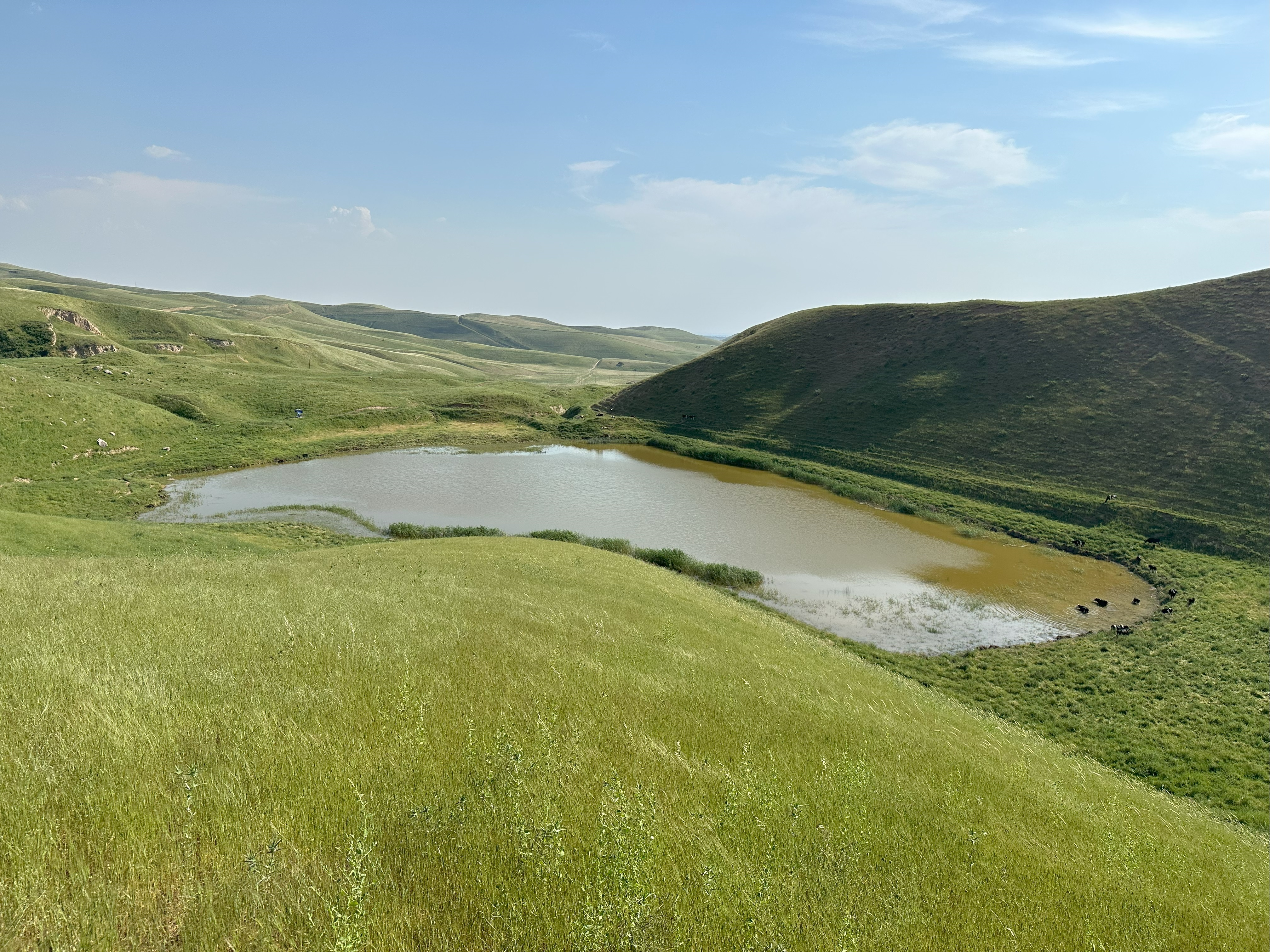
Нижнее (малое) озеро системы

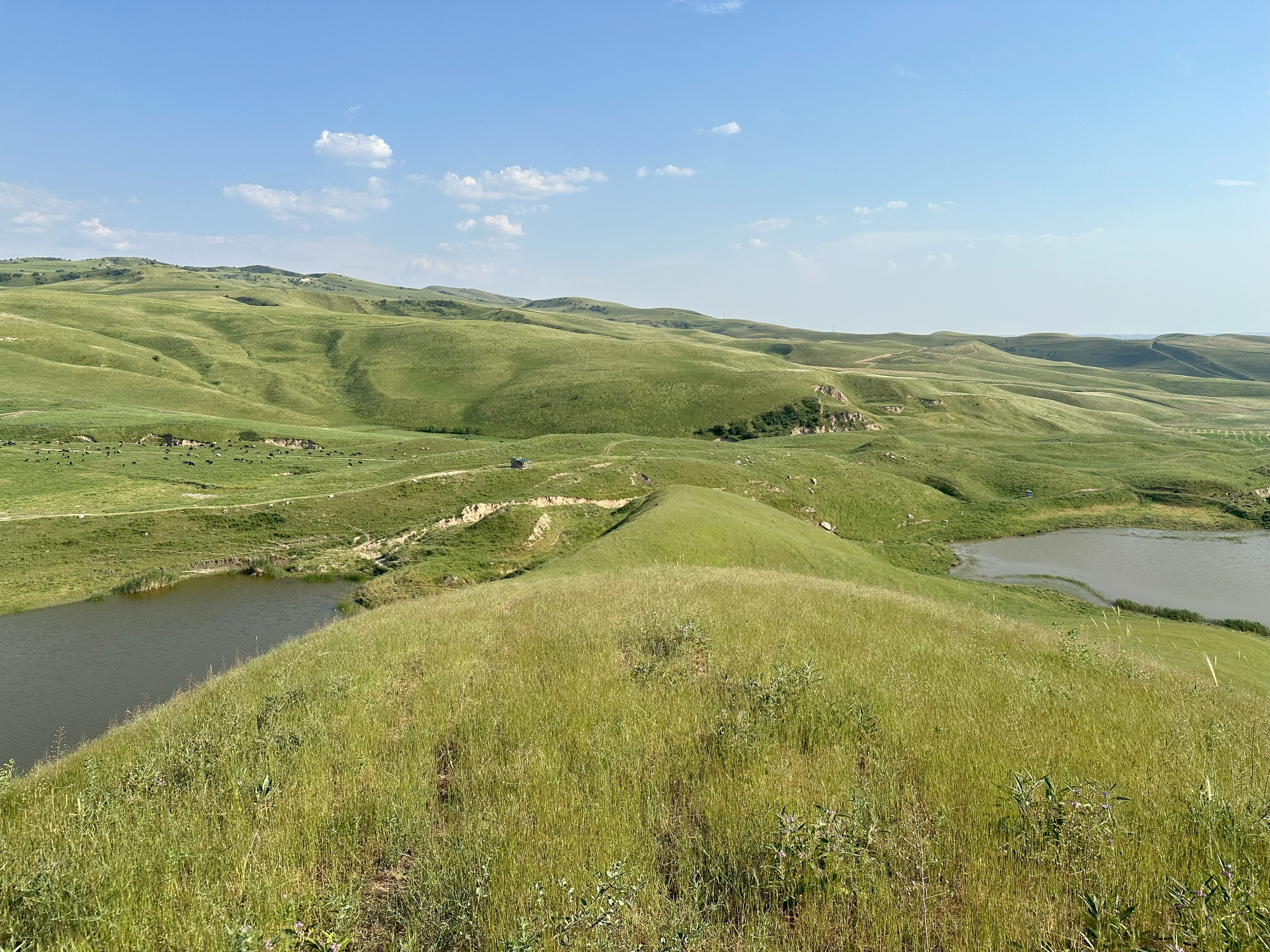
Перемычка между двумя озёрами

Озеро Ачикуль расположено у подножья хребта Сюрената, в 10 км к северо-востоку от города Паркент и примерно в 20 км от Ташкента, на высоте  872 м над уровнем моря. Оно представляет собой систему из 2 самостоятельных водоёмов общей акваторией примерно 0,1 км², занимающих горные котловины. Большее озеро вытянуто в широтном направлении, его длина составляет 700 м при ширине в 150 м; меньшее — имеет компактную форму. Водоёмы разделены перемычкой шириной около 170 м. Уровень большего озера на 21 м выше, и его акватория примерно втрое крупнее. 
Питание сформировано родниками, из которых один вливается открыто. Также озеро подпитывается за счёт атмосферных осадков и временных водотоков. Цвет воды издали выглядит голубым, вблизи — зелёным.
Поверхностный речной сток из верхнего резервуара отсутствует. Нижнее озеро даёт начало небольшому водотоку (саю) Ачисай.

## Геоморфология
Ачикуль расположен в местности регулярного возникновения оползней и сформирован в результате одного из них. По расспросам местных жителей (опубликованы в 1931 году), 60 годами ранее он представлял собой небольшой водоём, который постепенно наполнялся. По крайней мере, к моменту расспросов величина озера стабилизировалась.
Северный берег водоёма образован более крутыми склонами, береговая линия здесь изрезана. Южный берег более ровно подступает к кромке воды. Прилегающая к Ачикулю местность сложена красными (третичными) глинами. На высоте 1,5 м над урезом вдоль берега проходит терраса. 

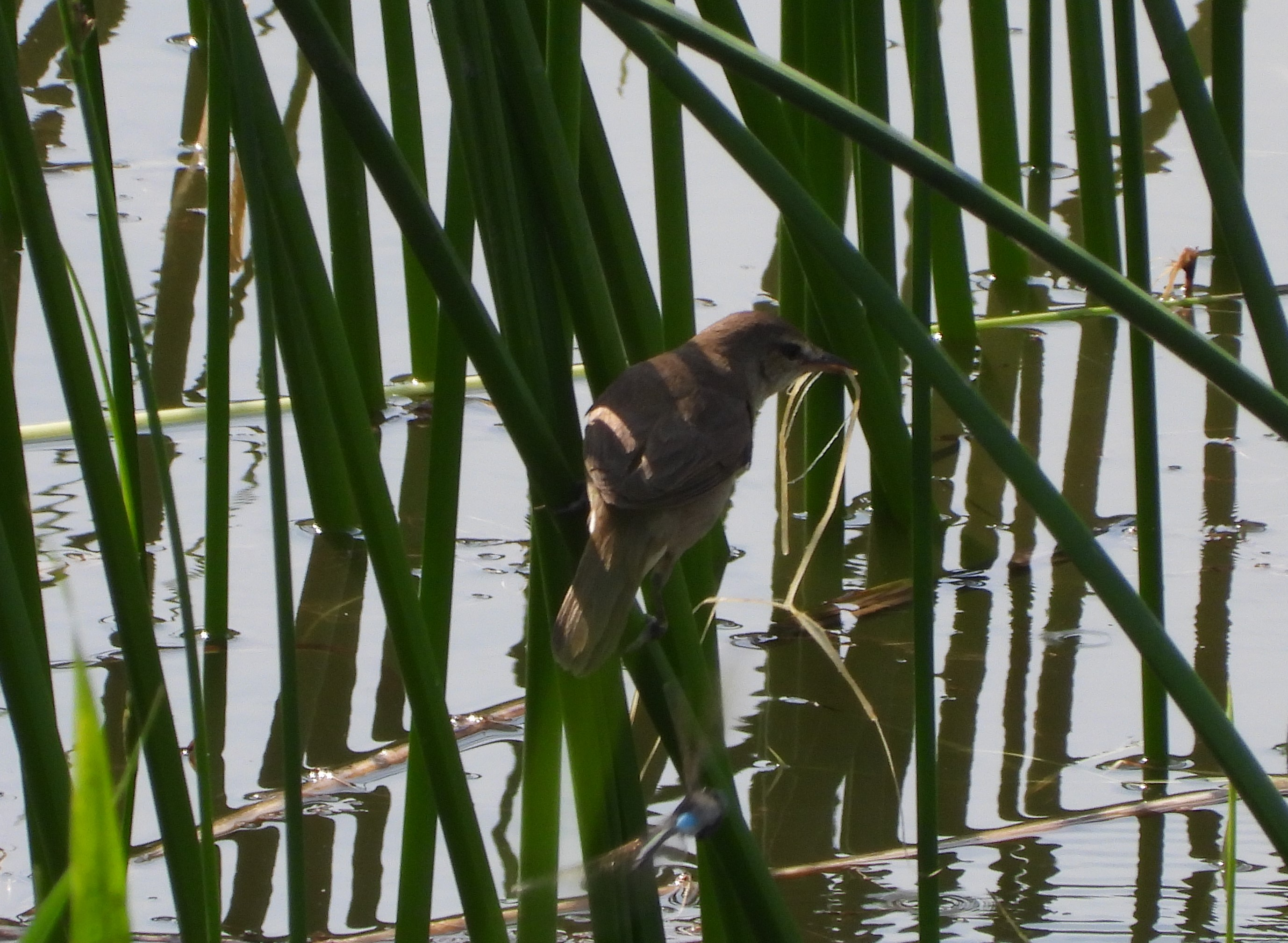
Гнездование туркестанской камышовки на озере Ачикуль

## Живая природа
Вдоль пологого южного берега тянется узкий массив тростников (по данным Национальной энциклопедии Узбекистана, озеро зарастает камышом); также в озере имеется растительность, выстилающая дно. Северный берег лишён заметной растительности.

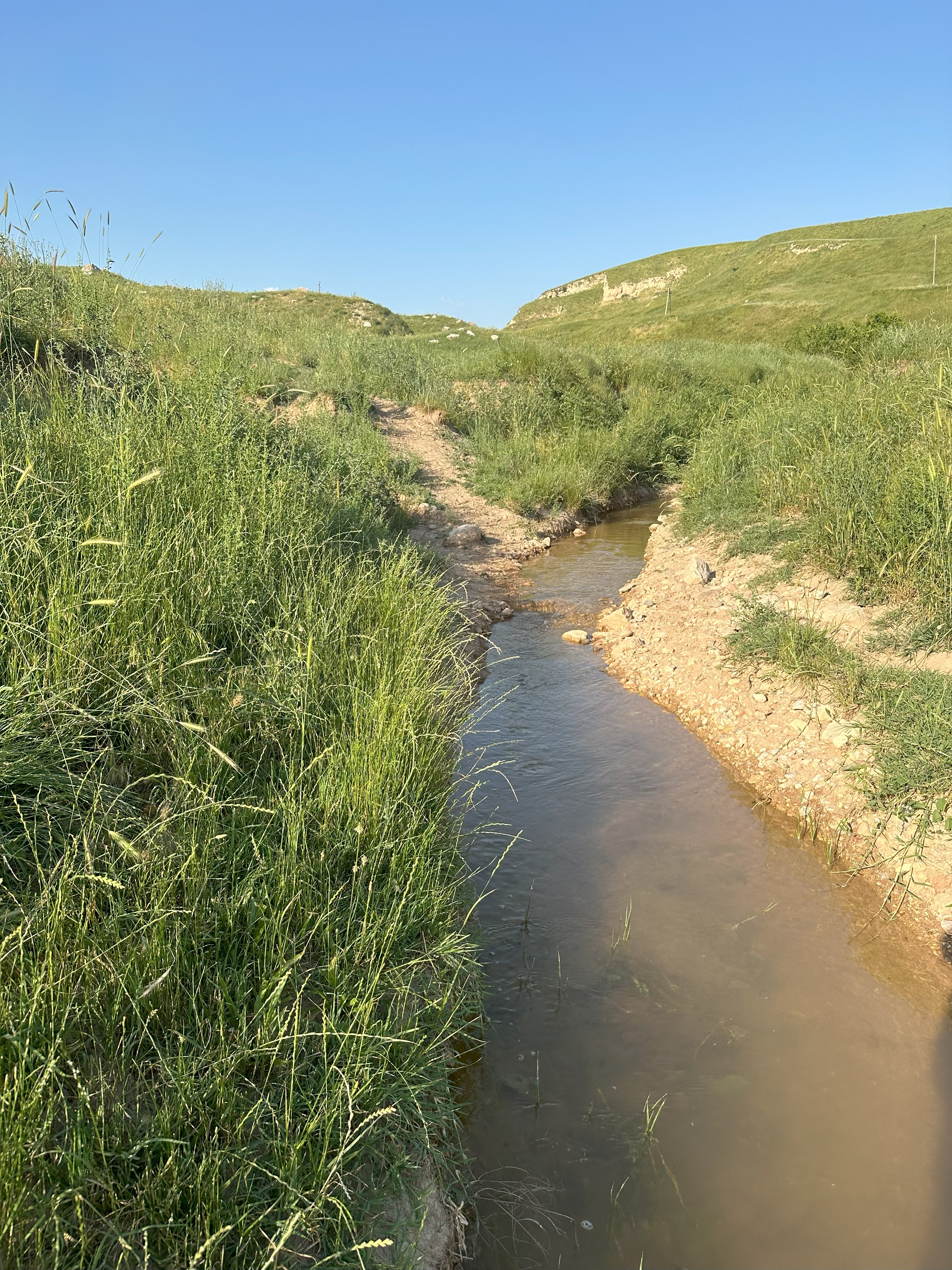
Река Ачисай в верхнем течении

## Химический состав
Вода Ачикуля слабо солёная, солёность образована оксидом серы(VI) (порядка 2,2 г/л) и хлором (около 0,4 г/л). Эти же вещества в меньшей доле (0,65 г/л и 0,08 г/л соответственно) содержатся в стоке впадающего ключа. В составе озёрной воды также присутствуют кремний, натрий, калий, кальций, магний, сульфид-, карбонат- и гидрокарбонат-ионы.

## Хозяйственное использование
Ачикуль является источником целебной пахучей серосодержащей грязи чёрного цвета, используемой в грязелечении. Толщина грязевого слоя составляет 10—15 см. Грязь Аччиккуля применялась в Ташкентском НИИ курортологии и физиотерапии. Благодаря рекреационному потенциалу и живописной природе окружающей местности, Ачикуль является популярным объектом туризма
Воды вытекающей из озера небольшой реки Ачисай разбираются на орошение.